# FC Rosengård
Maillots
Le Fotboll Club Rosengård, plus connu sous le nom du FC Rosengård, est un club de football suédois, fondé à Malmö sous le nom de Malmö Boll & Idrottsförening en 1917.
Le club est connu pour avoir fait débuter de nombreux joueurs suédois, tels que Yksel Osmanovski, Labinot Harbuzi ou encore Zlatan Ibrahimović.

## Histoire du club
Le club fut fondé en 1917 sous le nom de Malmö Boll & Idrottsförening (parfois appelé Malmö BI ou MBI).
En 1938, le Malmö BI entre dans l'histoire du football suédois en prenant part aux playoffs de l'Allsvenskan (première division nationale), perdant contre le Degerfors IF.
En 1973, le club quitte Malmö et change d'emplacement pour déménager en banlieue à Rosengård.
En 2001, le club fusionne avec le Turk Anadolu FF pour créer le Malmö Anadolu BI (parfois appelé MABI). 
En 2008, il est renommé le FC Rosengård.

## Personnalités du club

### Joueurs célèbres
- Labinot Harbuzi
- Zlatan Ibrahimović
- Yksel Osmanovski
- Kingsley Sarfo
- William Ngounou

### Entraîneurs célèbres
- Harry Lundahl
- Arne Månsson